# Bernd Meyer (Chemiker)

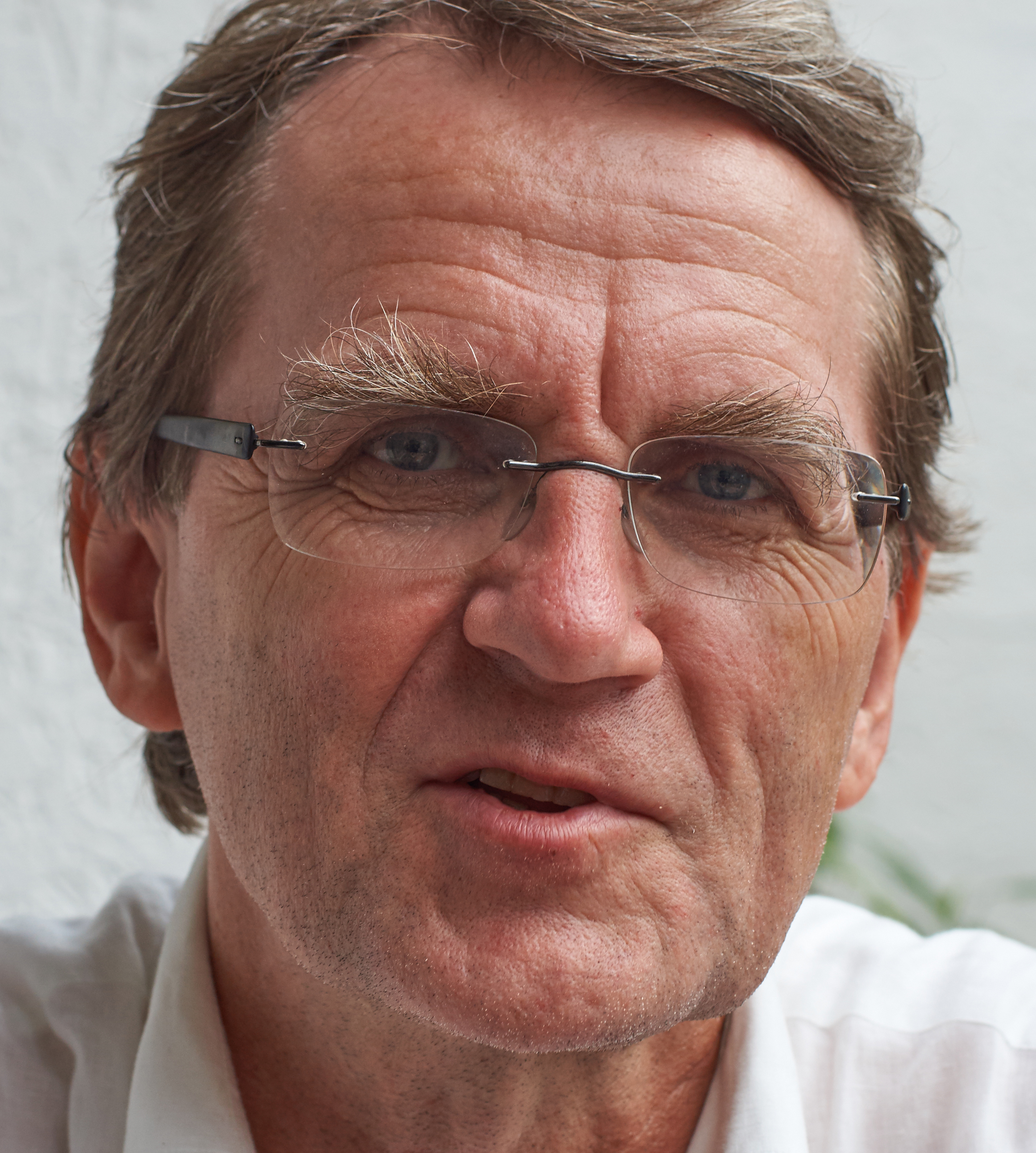
Bernd Meyer

Bernd Meyer (* 16. März 1952) ist ein deutscher Chemiker. Bis September 2017 war er Hochschullehrer für Organische Chemie an der Universität Hamburg. Sein Forschungsschwerpunkt waren die Strukturen von Kohlenhydraten und deren Wechselwirkungen mit Proteinen in biologischen Systemen.

## Leben und Werdegang
Bernd Meyer studierte Chemie an der Universität Hamburg und wurde dort 1979 mit einer Dissertation über Synthesen von Desoxydisacchariden und der Strukturaufklärung von kohlenhydrathaltigen Antibiotika promoviert. Von 1979 bis 1980 war er als Post-Doktorand an der  Technischen Universität Dänemark in Lyngby, wo er über Enzymreaktionen und die Berechnung der 3D-Struktur von Oligosacchariden arbeitete. Von 1980 bis 1988 war er Hochschulassistent an der Carl von Ossietzky Universität Oldenburg, wo er sich 1986 habilitierte und zum Hochschuldozenten ernannt wurde. 1988 ging er an das Complex Carbohydrate Research Center (CCRC) der University of Georgia in Athens,  wo er Associate Professor mit Tenure wurde. Von Oktober 1993 bis zu seinem Eintritt in den Ruhestand Ende September 2017 war er Professor für Organische Chemie an der Universität Hamburg.
2018 gründete er mit Partnern die Firma nextgray, die Methoden der digitalen Intelligenz (AI) zur Lösung wissenschaftlicher und technischer Fragestellungen entwickelt und einsetzt.

## Forschungsschwerpunkte
- Charakterisierung von Ligand-Rezeptor Wechselwirkungen mit Sättigungs-Transfer-Differenz NMR-Spektroskopie (STD NMR) und Berechnungen der Moleküldynamik
- Analyse der Strukturen von Glycokonjugaten mithilfe von NMR-Spektroskopie und der Massenspektrometrie
- Design und Synthese von Inhibitoren von Glycosyltransferasen

## Wesentliche Forschungsergebnisse
- Entwicklung des STD NMR Verfahrens (Saturation Transfer Difference NMR)[1][2]
- Charakterisierung von Spektren komplexer Glycane mithilfe künstlicher neuronaler Netze (artificial neural networks – ANN)[3][4]
- Design von spezifischen Inhibitoren für Glycosyltransferasen[5]
- Charakterisierung von posttranslationalen Modifikationen von Glycoproteinen mit schnellen Verfahren zur Analyse pathophysiologischer Zusammenhänge[6]

## Ehrung und Forschungsverbünde
- Belfort Lecturer, Purdue University, 1996.
- Stellvertretender Sprecher des Sonderforschungsbereichs 470: Glycostrukturen in Biosystemen, 1997–2006.
- Sprecher des  Graduiertenkollegs 464: Glycostrukturen: Darstellung Analyse, Struktur und Funktion, 1999–2005.
- Member of the Advisory Council to the Interdisciplinary Research Center in Biomedicine, IRB, Barcelona (2007–2013)

## Ausgewählte Patente
- J. Thomsen, J. Sellers and B. Meyer, Apparatus and Methods for Identification of Materials Using Neural Networks, U.S. Pat. No. US5218529
- T. Peters, B. Meyer, Verfahren zum Nachweis biologisch aktiver Substanzen in Substanzbibliotheken. Ger. Pat. No. DE19649359, Swiss Pat. No. 690695, U.K. Pat. No. GB23211401, U.S. Pat. No. US6214561.